# Porozumienie pokojowe w Dar es Salaam (2003)
Porozumienie pokojowe w Dar es Salaam – układ pokojowy pomiędzy rządem Burundi, a rebelianckim ugrupowaniem Narodowej Rady na rzecz Obrony Demokracji-Siły Obrony Demokracji (CNDD-FDD), zawarty 16 listopada 2003 w tanzańskim Dar es Salaam, stanowiący jeden z najważniejszych kroków na drodze do zakończenia wojny domowej w Burundi.

## Wojna domowa w Burundi
W wyniku wyborów prezydenckich i parlamentarnych z czerwca 1993 władzę w Burundi przejęli Melchior Ndadaye z grupy etnicznej Hutu oraz wspierająca go partia FRODEBU. Było to uwieńczenie rozpoczętego pod koniec lat 80. procesu demokratyzacji, a zarazem koniec trwających od 1965 roku niepodzielnych rządów mniejszości Tutsi. Zdominowana przez Tutsi armia nie pogodziła się jednak z utratą władzy. 21 października 1993 wojsko podjęło próbę puczu, w której trakcie zamordowano Ndadaye oraz kilku jego najbliższych współpracowników. Na wieść o śmierci prezydenta wieśniacy Hutu przystąpili do masowych pogromów Tutsi, na co armia odpowiedziała krwawymi represjami. W wyniku obustronnych pogromów zginęło prawdopodobnie od 30 tys. do 100 tys. ludzi. Od 400 tys. do 700 tys. Hutu uciekło do sąsiednich krajów. 
Z powodu nieprzychylnej reakcji społeczności międzynarodowej, groźby wybuchu otwartej wojny domowej oraz braku poparcia ze strony umiarkowanej części elit Tutsi, puczyści już po kilku dniach byli zmuszeni oddać władzę nowemu rządowi cywilnemu. Umiarkowani politycy Hutu i Tutsi zdołali wówczas chwilowo powstrzymać wybuch konfliktu na pełną skalę. Nieudany pucz oraz wzajemne rzezie na tle etnicznym zniszczyły jednak rodzący się międzyetniczny konsensus oraz trwale zdestabilizowały państwo. Mimo prób znalezienia pokojowego rozwiązania konfliktu, podejmowanych w latach 1993–1996, sytuacja polityczna w Burundi stale się pogarszała, co doprowadziło ostatecznie do wybuchu otwartej wojny pomiędzy zdominowaną przez Tutsi armią a partyzanckimi ugrupowaniami Hutu. Do 1999 roku liczba śmiertelnych ofiar konfliktu sięgnęła 200 tys., z czego zdecydowaną większość stanowili cywile. Blisko 300 tys. mieszkańców Burundi było zmuszonych uciec za granicę, a kolejnych 600 tys. uznawanych było za uchodźców wewnętrznych.
Pod naciskiem społeczności międzynarodowej już w czerwcu 1998 roku rozpoczęły się w tanzańskiej Aruszy negocjacje pokojowe pomiędzy ugrupowaniami Hutu i Tutsi. Funkcję mediatora pełnił początkowo były prezydent Tanzanii Julius Nyerere, a po jego śmierci w październiku 1999 – były prezydent RPA Nelson Mandela. Ostatecznie 28 sierpnia 2000 roku, pod długich i trudnych negocjacjach, rząd Burundi, Zgromadzenie Narodowe oraz koalicja siedmiu partii Hutu (tzw. G-7) i koalicja dziesięciu partii Tutsi (tzw. G-10) zawarli w Aruszy porozumienie w sprawie pokoju i pojednania w Burundi. Jego postanowienia przewidywały m.in.
- przerwanie działań wojennych.
- powołanie tymczasowego rządu koalicyjnego, złożonego z przedstawicieli partii reprezentujących interesy Hutu i Tutsi, który miał sprawować władzę w Burundi przez okres trzech lat – tj. do czasu przyjęcia nowej konstytucji i przeprowadzenia demokratycznych wyborów[a].
- przebudowę i reformę armii rządowej oraz państwowych służb bezpieczeństwa, m.in. poprzez zagwarantowanie, że liczba Hutu i Tutsi służących w ich szeregach będzie kształtować się na poziomie 50% do 50%
- utworzenie kierowanej przez ONZ komisji ds. monitorowania realizacji postanowień porozumienia, a także rozlokowanie w Burundi specjalnego kontyngentu wojskowego, złożonego głównie z żołnierzy z RPA (1500 żołnierzy), którego celem będzie ochrona powracających z wygnania polityków oraz wsparcie reformy burundyjskich sił zbrojnych.

Znaczenie porozumienia z Aruszy znacząco obniżał jednak fakt, iż jego sygnatariuszami nie były dwa największe ugrupowania rebelianckie Hutu – tj. Narodowa Rada na rzecz Obrony Demokracji-Siły Obrony Demokracji (CNDD-FDD) pod przywództwem Pierre’a Nkurunzizy oraz PALIPEHUTU-FNL, kierowane przez Agathona Rwasę. Nie zostały one dopuszczone do negocjacji ze względu na nacisk ugrupowań Tutsi, a także z powodu bezkompromisowej postawy swoich przywódców – odrzucających ideę jakiegokolwiek podziału władzy z Tutsi oraz domagających się przywrócenia demokratycznej konstytucji z 1992 roku. W rezultacie w latach 2000–2003 w Burundi nadal toczyły się zaciekłe walki, które spowodowały śmierć tysięcy ludzi, a dziesiątki tysięcy innych uczyniły uchodźcami.

## Przebieg negocjacji
Po pewnym czasie, m.in. pod wpływem międzynarodowych nacisków, przywódcy CNDD-FDD doszli do wniosku, iż włączenie się w proces pokojowy przyniesie ich ugrupowaniu więcej korzyści niż kontynuacja walki zbrojnej. W sierpniu 2002 roku rozpoczęły się w Tanzanii rozmowy pokojowe pomiędzy rządem a rebeliantami, prowadzone przy mediacji RPA. 2 grudnia 2002 zawarto w Aruszy porozumienie w sprawie zawieszenia broni. Przewidywało ono m.in. utworzenie komisji wspólnej ds. przestrzegania rozejmu oraz rozlokowanie w Burundi misji obserwacyjnej Unii Afrykańskiej. W dalszej kolejności przystąpiono do negocjowania warunków przystąpienia CNDD-FDD do tymczasowego rządu koalicyjnego.
Negocjacje były bardzo długie i trudne. CNDD-FDD żądała początkowo włączenia 75% swoich bojowników w szeregi regularnej armii oraz 50% miejsc w rządzie tymczasowym. W drugiej połowie czerwca 2003 rebelianci wznowili walkę zbrojną, dokonując serii ataków i porwań w prowincji Kayanza. Wybuch walk zmusił blisko 43 tys. cywilów do ucieczki ze swych domów. Prawdopodobnie owe ataki miały posłużyć wzmocnieniu pozycji negocjacyjnej CNDD-FDD.
Tymczasem RPA, która de facto objęła już wówczas funkcję głównego mediatora w burundyjskim konflikcie, nie szczędziła wysiłków, aby doprowadzić do powrotu obu stron do stołu negocjacyjnego. Wkrótce udało się osiągnąć porozumienie w kwestiach z zakresu bezpieczeństwa i spraw wojskowych; trudniejsze okazały się negocjacje w sprawie warunków przystąpienia CNDD-FDD do koalicji rządowej. Podczas negocjacji toczących się w południowoafrykańskiej Pretorii uzgodniono treść protokołu precyzującego liczbę stanowisk, które przypadną przedstawicielom CNDD-FDD w parlamencie, egzekutywie, armii i służbach bezpieczeństwa (8 października 2003), a także treść dwóch protokołów odnoszących się m.in. do kwestii reformy armii i służb bezpieczeństwa, demobilizacji bojowników CNDD-FDD oraz ich integracji z państwowymi strukturami siłowymi (2 listopada 2003). Ostatecznie 16 listopada 2003 w tanzańskim Dar es Salaam przedstawiciele rządu Burundi oraz CNDD-FDD podpisali finalne porozumienie pokojowe (ang. Global Ceasefire Agreement).
Zawarcie porozumienia pokojowego było w dużej mierze możliwe dzięki wysiłkom mediacyjnym ówczesnego prezydenta RPA Thabo Mbekiego oraz jego zastępcy Jacoba Zumy, którzy na ostatnim etapie negocjacji zdołali po wielu godzinach rozmów doprowadzić do uzyskania kompromisu. Do sukcesu negocjacji przyczyniła się także postawa ówczesnego prezydenta Burundi, Domitiena Ndayizeye, który kładąc na szali swój autorytet zgodził się na przyjęcie szeregu żądań CNDD-FDD dotyczących podziału stanowisk w tymczasowym rządzie koalicyjnym. 

## Postanowienia porozumienia pokojowego
Porozumienie z Dar es Salaam stanowić miało integralną część procesu pokojowego zapoczątkowanego wcześniejszym porozumieniem z Aruszy, co wiązało się przede wszystkim z akceptacją przez CNDD-FDD głównych postanowień tego porozumienia, a także z akceptacją pryncypiów przyświecających jego zawarciu. Podpisanie finalnego porozumienia w Dar es Salaam oznaczało jednocześnie ratyfikację protokołów dodatkowych, których zapisy rząd i CNDD-FDD uzgodniły wcześniej w Pretorii.
Postanowienia porozumienia pokojowego przewidywały m.in.:
- zakończenie działań wojennych.
- rozbrojenie i demobilizację bojowników CNDD-FDD oraz przekształcenie tego ugrupowania w działającą legalnie partię polityczną.
- przyznanie przywódcy CNDD-FDD Pierre’owi Nkurunzizie teki nowo powołanego ministra stanu, z którym prezydent miał konsultować kluczowe sprawy państwowe.
- przyznanie przedstawicielom CNDD-FDD: 
  - czterech tek ministerialnych w rządzie tymczasowym (z uwzględnieniem wspomnianej wcześniej teki ministra stanu);
  - piętnastu mandatów w tymczasowym parlamencie;
  - foteli gubernatorów trzech prowincji;
  - stanowisk zarządców w trzydziestu gminach;
  - dwóch stanowisk ambasadorskich;
  - 40% stanowisk oficerskich w siłach zbrojnych;
  - 35% stanowisk kierowniczych w policji i wywiadzie;
  - 20% stanowisk kierowniczych w państwowych przedsiębiorstwach.

## Konsekwencje
Porozumienie pokojowe z Dar es Salaam okazało się mieć trwały charakter. Przyczyniła się do tego w szczególności skuteczna integracja bojowników CNDD-FDD z państwowymi strukturami siłowymi. Duże znaczenie miało także rozlokowanie w Burundi w kwietniu 2003 liczącej 3335 żołnierzy misji pokojowej Unii Afrykańskiej (African Mission in Burundi – AMIB), zastąpionej w czerwcu 2004 przez misję pokojową ONZ (United Nations Operation in Burundi – ONUB).
Porozumienie z Dar es Salaam nie oznaczało jednak całkowitego zakończenia konfliktu. Ostatnie ugrupowanie rebelianckie, tj. PALIPEHUTU-FNL, uznało bowiem postępowanie CNDD-FDD za zdradę sprawy Hutu i kontynuowało walkę zbrojną aż do kwietnia 2009 roku. Niemniej zawarcie rozejmu z największym ugrupowaniem rebelianckim przyczyniło się do znacznej poprawy stanu bezpieczeństwa w kraju. 
Mimo opóźnień, rozlicznych trudności oraz trwających wciąż walk z PALIPEHUTU-FNL, proces pokojowy był konsekwentnie kontynuowany. W 2004 roku rozpoczął się proces rozbrajania, demobilizacji i reintegracji. Z blisko 21 tys. bojowników CNDD-FDD około 8 tys. włączono w skład rządowej armii, kolejnych 6 tys. włączono w szeregi policji, a pozostałych 7 tys. zdemobilizowano. Tylko w latach 2004–2005 z obozów w Tanzanii powróciło do Burundi blisko 170 tys. uchodźców. Na mocy referendum z 28 lutego 2005 przyjęta została nowa konstytucja. 3 czerwca 2005 odbyły się w Burundi wybory lokalne, w których bezapelacyjne zwycięstwo odniosła CNDD-FDD. 4 lipca 2005 przeprowadzono wybory do Zgromadzenia Narodowego, w których ponownie zwyciężyła CNDD-FDD, uzyskując poparcie rzędu 58,23% Międzynarodowi obserwatorzy uznali wybory za wolne i uczciwe, a ataki podejmowane przez radykałów na chronione przez żołnierzy ONZ lokale wyborcze nie zdołały zakłócić ich przebiegu. 29 lipca 2005 prowincjonalne kolegia wyborcze dokonały wyboru senatorów. 19 sierpnia 2005, na wspólnym posiedzeniu obu izb parlamentu, prezydentem Burundi został wybrany Pierre Nkurunziza.